# Stenamma brevicorne
Stenamma brevicorne är en myrart som först beskrevs av Mayr 1886.  Stenamma brevicorne ingår i släktet Stenamma och familjen myror. Inga underarter finns listade i Catalogue of Life.

## Bildgalleri

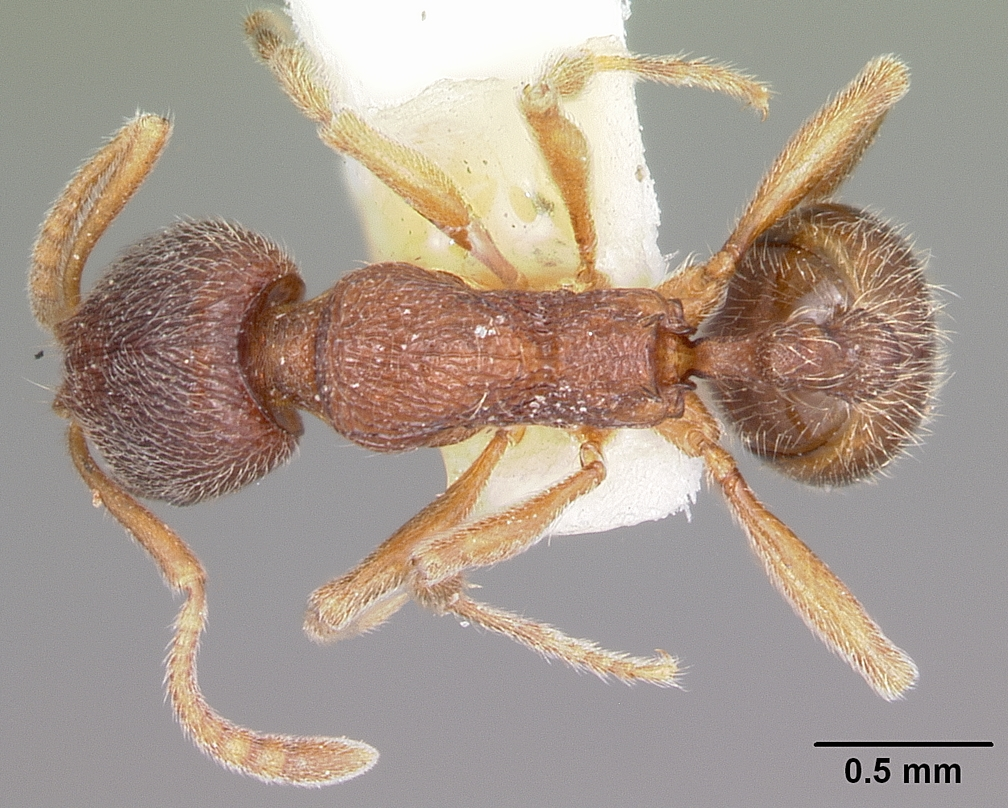
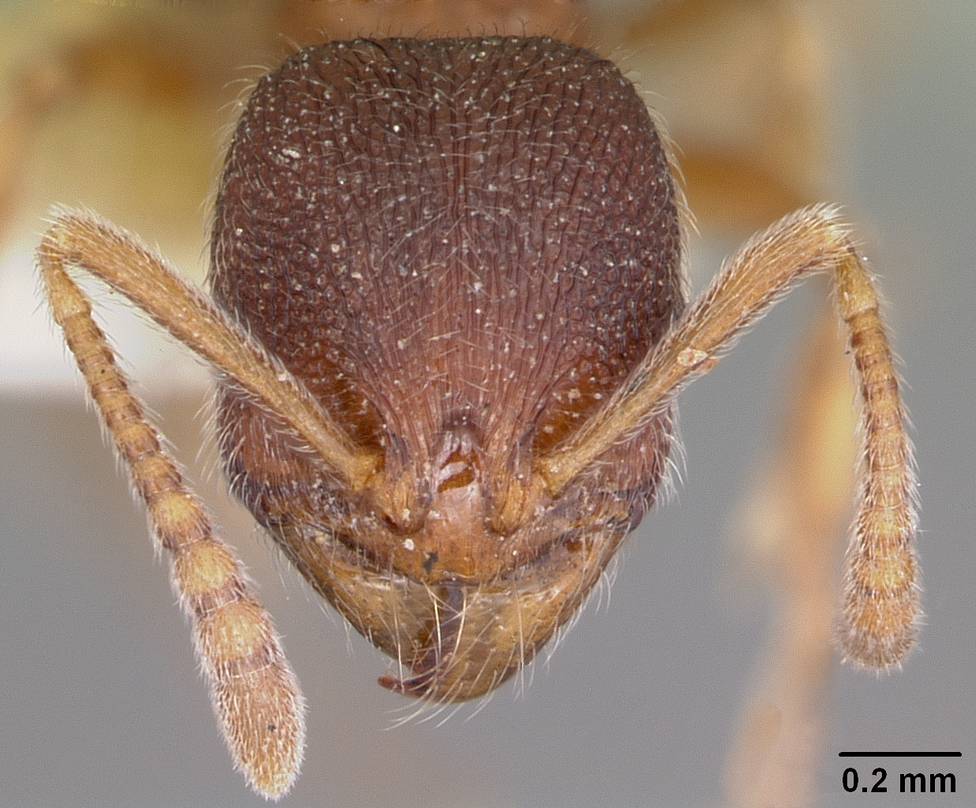
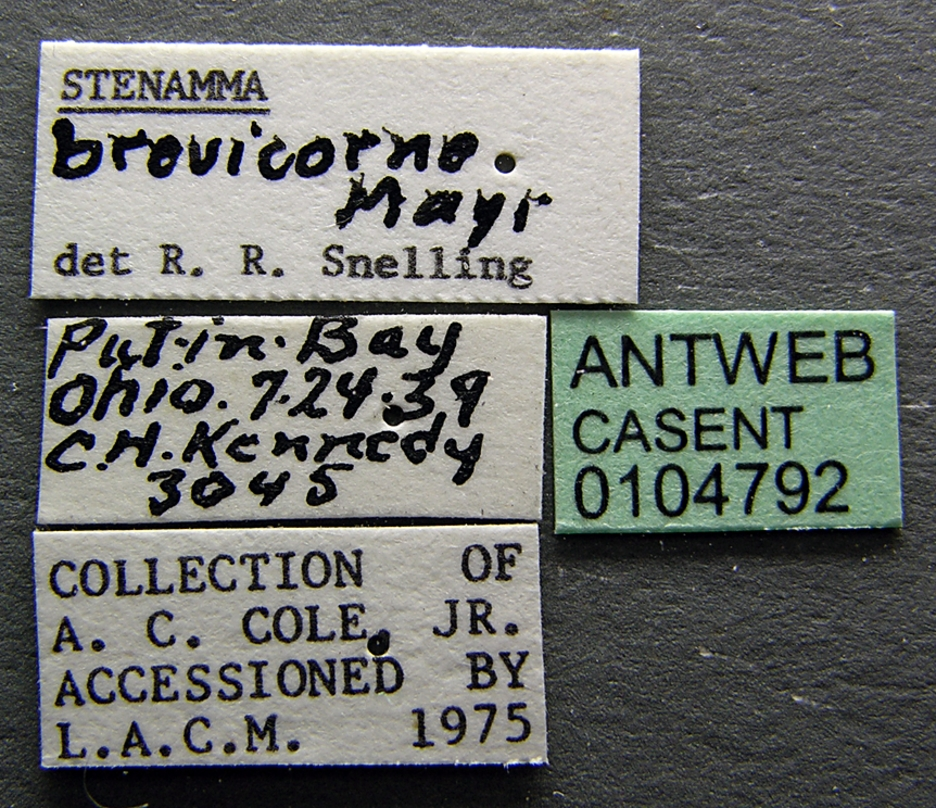
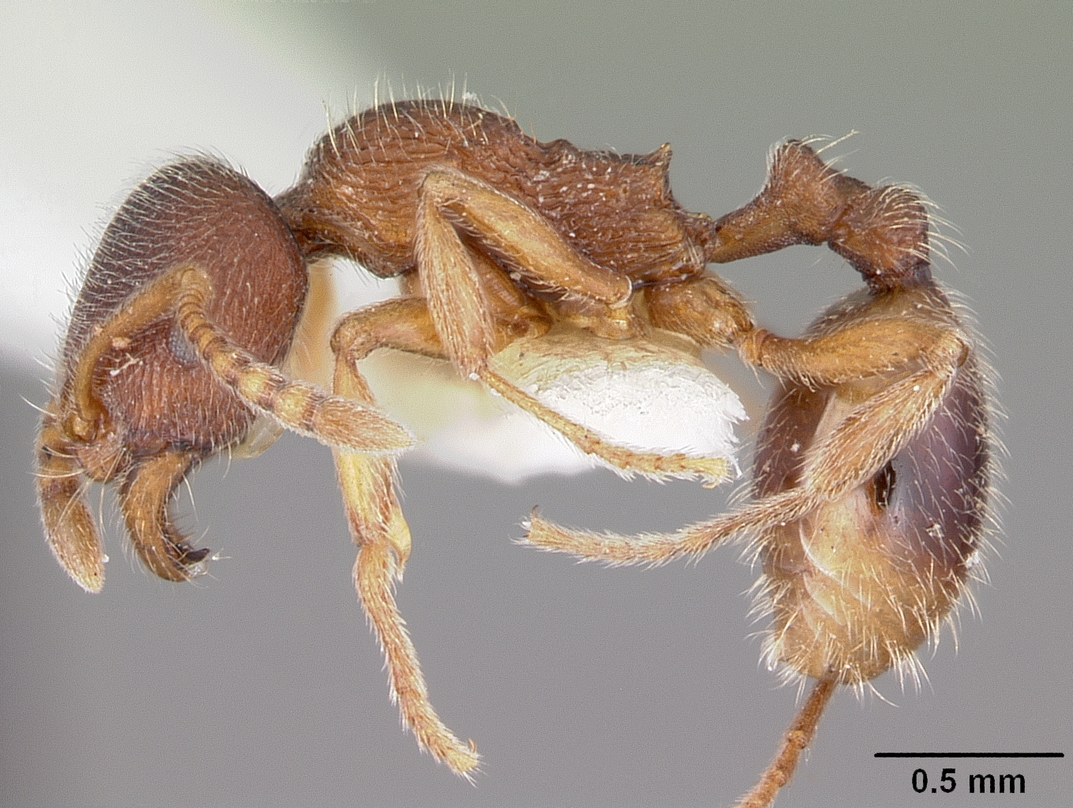